# أديسون جيمس
أديسون جيمس (بالإنجليزية: Addison James)‏ هو سياسي أمريكي، ولد في 27 فبراير 1850، وتوفي في 10 يونيو 1947. حزبياً، نشط في الحزب الجمهوري. وقد انتخب عضو مجلس النواب الأمريكي.